# Vitamin D (Glee)
Vitamin D er den sjette episode af den amerikanske tv-serie Glee. Episoden blev vist på Fox den 7. oktober 2009. Den er skrevet af Ryan Murphy, og er instrueret af Elodie Keene. I denne episode sætter korlederen Will Schuester de kvindelige kormedlemmer op mod de mandlige medlemmer i en mash-up konkurrence. Wills kone Terri tager et job, som skolesygeplejerske, for at forhindre Will i at blive endnu mere tæt med vejlederen Emma Pillsbury, men bliver fyret efter at have givet de studerende præstationsfremmende tabletter. 
Episoden har en mash-up version af "It's My Life" af Bon Jovi og "Confessions Part II" af Usher samt en mash-up version af "Halo" af Beyoncé Knowles og "Walking on Sunshine" af Katrina and the Waves. Begge numre er udgivet som singler, som digital download.  "Vitamin D" blev set af 7.30 million amerikanske seere, og modtog generelt positive anmeldelser fra kritikerne. 

## Plot
Da medlemmerne af koret er ved at blive for selvtilfredse før deres sektionskonkurrence, laver korlederen Will Schuester en konkurrence, som skal få medlemmerne op på dupperne igen. Medlemmerne af koret, bliver delt op i pigerne mod drengene, hvor hvert hold skal lave en mash-up. Cheerleadertræner Sue Sylvester bemærker, at cheerleader Quinn Fabrays præstationsstandarder er ved at falde. Da Quinn siger, at hendes træthed skyldes hendes deltagelse i koret, får Sue fornyede kræfter til at ødelægge klubben, og planlægger at sabotere Wills personlige liv.
Sue fortæller Wills kone Terri, at vejlederen Emma har følelser for Will. Fast beslutte på, at forhindre dette ikke skal udvikle sig yderligere, får Terri jobbet som sygeplejerske på skolen trods hun ingen medicinske kundskaber har, for at holde øje med Will og Emma. Terri opfordrer Emmas kæreste  Ken Tanaka til at fri til hende, hvilket han gør. Emma siger ja.  Terri skjuler stadig det faktum, at hun oplevede en hysterisk graviditet for Will, og er ved at indse, hvor meget hendes liv er ved at ændre sig, på grund af hendes graviditet. Quinn accepterer, at Terri adopterer hendes baby i al hemmelighed. 
Finn Hudson er helt tappet for energi på grund af hans fritidsaktiviteter, så Terri giver ham nogle tabeletter, som giver ham fornyet energi. Han deler tabeletterne med resten af drengene. Drengene forbedrer deres præstation i konkurrencen på grund af tabeletterne, og fremfører en energisk mash-up version af "It's My Life" og "Confessions Part II". Da Kurt Hummel fortæller pigerne hemmeligheden bag drengenes præstation, anmoder de også om tabletterne fra Terri, og give en humørfyldt mash-up af "Halo" og "Walking on Sunshine". Finn og Rachel Berry føler sig skyldig fordi de snød, og er enige om at diskvalificere begge hold i konkurrencen. Da Figgins finder ud af, hvad der er sket, fyrer han Terri og da han er vred på Will, udnævner han Sue som medleder i koret.

## Produktion
De tilbagevendende figurer, som optræder i "Vitamin D" er kormedlemmer Santana Lopez (Naya Rivera), Brittany Pierce (Heather Morris), Mike Chang (Harry Shum, Jr.) og Matt Rutherford (Dijon Talton), tidligere korleder Sandy Ryerson (Stephen Tobolowsky), Principal Figgins (Theba), fodboldtræner Ken Tanaka (Gallagher), Terris kollega Howard Bamboo (Kent Avenido), og de lokale nyhedesværter Rod Remington (Bill A. Jones) og Andrea Carmichael (Earlene Davis). Joe Hursley gæstestjerner som Joe.
Episoden har mash-up versioner af "It's My Life" af Bon Jovi og "Confessions Part II" af Usher, og "Halo" af Beyoncé Knowles og "Walking on Sunshine" af Katrina and the Waves. Begge spor blev udgivet som singler, til rådighed for digital download. "It's My Life / Confessions Part II" kom ind som nummer 7 på hitlisten i Irland, som nummer 14 i Storbritannien, nummer 22 i Australien, nummer 25 i Canada og nummer 30 i USA.
"Halo / Walking on Sunshine" hittede som nummer 4 i Irland, nummer 9 i Storbritannien, nummer 10 i Australien, nummer 28 i Canada og nummer 40 i USA. Michele har afsløret, at hun øvede sig i at tale "manisk" i flere dage, for at formidle effekten af tabeletterne. 

## Modtagelse
Episoden blev set af 7,30 millioner amerikanske seere og opnåede en score på 3.2/8  i bedømmelse i aldersgruppen mellem 18 og 49 Glee fastholdt sine ratings fra den foregående uge, på trods af alle de andre nye Onsdag aften shows i sæsonen, var faldende med tocifrede procentsatser. Det var den attende mest sete show i Canada for ugen hvor udsendelsen blev sendt, med 1.610.000 seere. I Storbritannien blev episoden set af 2.008.000 seere (1.608.000 på E4, og 400.000 på E4+1), at blive den mest sete show på E4 og E4 +1 for ugen, og den mest sete show på kabeltv for uge, såvel som den mest sete episode af serien på det tidspunkt.
"Vitamin D" blev nomineret til den bedste "Comedy Series Episode" award ved 2010 PRISM Awards. Den modtog generelt positive anmeldelser fra kritikerne. Shawna Malcom fra Los Angeles Times bemærkede, at hun foretrak drengenes præstationer frem for pigernes, og kommenterer: "Deres antal havde samme power, som "Don't Stop Believin'" [udføres i pilotepisoden]." Malcom nød Sues karakterudvikling i episoden, og hævder, at "På mindre kyndige hænder, er der ingen tvivl Sue ville være en katastrofe. Men takket være den uforlignelige Jane Lynch, kan jeg ikke vente med at se hvad besvær karakteren vækker næste gang." Aly Semigran fra MTV nød også drengenes præstationer mere end pigernes, og gav episoden en overvejende positiv anmeldelse, og skrev, at det flyttede seriens storyline til "en helt ny niveau". Hun følte dog, at episoden "havde ikke nær nok sang". Mandi Bierly fra Entertainment Weekly bemærkede at: "Så meget er der sket i denne time, at de musikalske numre, selvom de var fornøjelig, var de næsten en eftertanke." Bierly begunstigede pigernes præstationer, og roste Morrisons skuespil og kommenterer: "Matthew Morrison kommunikerer så meget med øjnene. Der er en blødhed og en længsel i dem, at jeg altid er overrasket over, hvad Emma (Jayma Mays) svarer."
Mike Hale fra New York Times roste Mays' præstation, og bemærkede at: "Jayma Mays registrerede Emmas ødelæggelser med blot den mindste udvidelse af disse enorme øjne, faktisk var alle de bedste ikke-syngende øjeblikke i episoden hendes."

## Eksterne links
- Vitamin D på Internet Movie Database (engelsk)
- "Vitamin D" Arkiveret 13. januar 2015 hos  Wayback Machine på TV.com